# Mexicaanse gravende pad
De Mexicaanse gravende pad (Rhinophrynus dorsalis) is een kikker uit de familie Mexicaanse gravende padden (Rhinophrynidae). De soort werd voor het eerst wetenschappelijk beschreven door Auguste Duméril en Gabriel Bibron in 1841. Later werd de wetenschappelijke naam Rhinophrynus rostratus gebruikt.

## Uiterlijke kenmerken
De kikker bereikt een lichaamslengte van 6 tot 8 centimeter en valt op door het eivormige lichaam en de losse huid. De lichaamskleur is zeer donkergrijs tot zwart, op het midden van de rug is een meestal rode tot soms gele rugstreep aanwezig die ook vlekkerig kan zijn. Aan weerszijden van iedere streep is achter de kop een onregelmatige vlek aanwezig. Op de bovenzijde van de flanken zijn onregelmatige en grillige vlekjes gelegen. De kop heeft geen duidelijke afsnoering van het lichaam, de snuitpunt is opvallend stomp. De tong is alleen aan de achterzijde bevestigd waardoor deze ver kan worden uitgestoken. De mannetjes hebben wangkwaakblazen aan de zijkanten van de kop. De ogen zijn zwart en kraalachtig, er zijn geen zichtbare trommelvliezen aanwezig. De ledematen zijn kort en stomp, aan de achterpoten zijn verharde schoffelachtige uitsteeksels aanwezig die dienen om te graven.

## Leefwijze
De Mexicaanse gravende pad graaft holen waarin overdag geschuild wordt. 's Nachts of tijdens regenbuien wordt naar termieten gezocht die met de uitsteekbare tong worden opgelikt.

## Voortplanting
De paarroep van de mannetjes bestaat uit een vogelachtige schreeuw die ongeveer 1,5 seconde duurt. De paargreep of amplexus is lumbaal (lumbale amplexus); het mannetje grijpt het vrouwtje onder haar achterpoten. De eieren worden in ondiepe wateren afgezet. De kikkervisjes hebben baarddraden waarmee ze voedseldeeltjes uit het water filteren.

## Verspreiding en habitat
De Mexicaanse gravende pad komt voor in delen van Noord- en Midden-Amerika en leeft in de landen Belize, Costa Rica, El Salvador, Guatemala, Honduras, Mexico, Nicaragua en de Verenigde Staten. In het laatste land komt de kikker alleen voor in de staat Texas. De habitat bestaat uit laaggelegen gebieden zoals savannen waardoor die kikker alleen voorkomt tot hoogtes van 500 meter boven het zeeniveau.